# Georges de La Tour
Georges de La Tour (13. ožujka, 1593. – 30. siječnja, 1652.) bio je slikar rodom iz kneževine Lorraine, danas u Francuskoj. Jedan od najoriginalnijih baroknih slikara koji je zbog svog ograničenog djelovanja priznat tek 200-tinjak godina kasnije.

## Život
Georges de La Tour je rođen u gradiću Vic-sur-Seille u tadašnjoj neovisnoj kneževini Lorraine koja je kasnije anektirana u Francusku republiku 1641. godine, za njegova života. Dokumenti o krštenju otkrivaju da je bio sin Jeana de La Toura, pekara i Sybille de La Tour, rođene Molian. Pretpostavljalo se da je Sybille podrijetlom iz plemićke obitelji. Obitelj de La Tour je imala sedmero djece, a Georges je bio drugorođenac. 
Njegovo školovanje je ostalo nepoznanicom, ali se pretpostavlja da je već rano u svojoj karijeri putovao, ili u Italiju ili Nizozemsku. Njegove slike odišu Baroknim naturalizmom kojeg možemo naći u djelima Caravaggio-a, ali je taj utjecaj do njega stigao najvjerojatnije preko nizozemskih slikara (tzv. Caravaggisti iz Utrechtske škole) i drugih sjevernjačkih suvremenika (iz Francuske i Nizozemske). Sve u svemu, La Tour se često uspoređuje s nizozemskim slikarom Hendrickom Terbrugghenom.
Godine 1617. oženio je Diane Le Nerf, iz manje plemićke obitelji, a 1620. ustanovio je svoj studio u mirnom provincijskom rodnom mjestu Lunéville, slikajući uglavnom religiozne i poneke genre motive. Dodijeljena mu je titula „Kraljevskog slikara“ (Francuske) 1638. godine, a radio je također i za kneževe Lorraine od 1623. – 34., ali su mu lokalni buržuji bili glavno tržište. Od 1639. do 1642. nije zabilježen u Lunévilleu, i vjerojatno je ponovno putovao. Povjesničar umjetnosti Anthony Blunt otkriva utjecaje slikara Gerrita van Honthorsta na njegovo slikarstvo koje potječe upravo od tog vremena. Bio je uključen u franjevačku vjersku obnovu u pokrajini Lorraine, i tijekom svoje karijere nastavio je slikati isključivo religijsku tematiku, no u duhu i s jasnim utjecajem genre slikarstva.
Godine 1652. de la Tour i njegova cijela obitelj umrli su za vrijeme neidentificirane epidemije u Lunévilleu. Njegov sin  Étienne mu je bio najvažniji učenik.

## Djela
Započeo je karijeru slikajući pitoreskne figure u duhu Jacquesa Callota, a potom se okrenuo rječitim genre scenama iz svakodnevnog života (prevaranti, svađalice i prosjaci) u duhu svojih nizozemskih suvremenika Caravaggista, sljedbenika Caravaggioa. Poput njegova zemljaka iz mjesta Lorraine, Jacquesa Bellangea, veoma rano je prihvatio te utjecaje.
Najpoznatiji je po svojim noćnim svjetlosnim efektima koje, iako izvorno preuzetima od Caravaggia, La Tour razvija još više, te kod njega ta svjetlost poprima religijsku važnost. Ove slike je slikao u drugoj fazi svog života, vjerojatno od 1640tih, koristeći izrazito snažan kjaroskuro, odmjerene geometrijske kompozicije slikajući pojednostavljene oblike. Tijekom karijere slikao je sve jednostavnije i nepomičnije, te su njegove slike od izvornog utjecaja Caravaggia otišle u potpuno drugom smjeru od onih u slikara poput Jusepea de Ribera i njegovih Tenebrističkih sljedbenika.
Često je slikao više varijacija istog subjekta i nije stvarao mnogo. Djela njegova sina i učenika  Étiennea je teško razlikovati od njegovih kompozicija. Na primjer slika Odgoj Djevice, koja se nalazi u kolekciji Frick u New Yorku je očit primjer, što i sam muzej priznaje.
Nakon njegove smrti 1652. godine, La Tourova djela su uglavnom bila zaboravljena do njihova ponovna otkrića od strane njemačkog znanstvenika Hermanna Vossa 1915. godine. Velikom izložbom u Parizu 1935. godine započela je revitalizacija zanimanja za njegova djela kod šire publike. U dvadesetom stoljeću, brojna njegova djela su ponovno priznata i mnogi krivotvoritelji su pokušali da odgovore na povećanu potražnju za njegovim djelima. Brojni detalji njegova opusa su još uvijek prepuna kontroverzi među povjesničarima umjetnosti.

## Galerija
- Svirač organikona, 1624-50., ulje na platnu, 162 × 105 cm, Muzej umjetnosti, Nantes.
- Varalica s karo asom, 1624.-30, ulje na platnu, 104 × 154 cm, privatna zbirka, Genf.
- Sveti Jeronim, 1624.-50., ulje na platnu, 157 × 100 cm, Musée des Beaux-Arts, Grenoble.
- Svađa, 1625.-30., ulje na platnu, 94,4 × 141,2 cm, Muzej J. Paul Getty, Los Angeles.
- Proricateljica, 1633.-39., ulje na platnu, 102 × 123 cm, Metropolitan, New York.
- Rođenje Djeteta, 1645.-48., ulje na platnu, 76 × 91 cm, Musée des Beaux Arts, Rennes.
- Dječak gasi svijeću, oko 1649., ulje na platnu, 61 × 51 cm, Musée des Beaux-Arts, Dijon.
- Sveta Irena vida rane sv. Sebastijana, oko 1650., ulje na platnu, 160 × 129 cm, Gemäldegalerie, Berlin.
- Magdalena pokajnica, 1625.-50., ulje na platnu, 128 × 94 cm, Louvre.
- San sv. Josipa, 1628.-45., ulje na platnu, 93 × 81 cm, Musée des Beaux-Arts, Nantes.
- Joba ismijava njegova žena, ulje na platnu, 145 × 97 cm, Musée Départemental des Vosges, Épinal.
- Kockari, oko 1651., ulje na platnu, 92,2 × 130,5 cm, Muzej u Middlesbroughu.

## Galerije koje posjeduju djela de La Toura
- Francuska
  - Musée des Beaux-Arts u Nancy-ju, bivša prijestolnica pokrajine Lorraine, posjeduje najveću kolekciju.
  -  Louvre, Pariz, i brojne pokrajinske galerije (Nantes, Rennes itd.).
- Velika Britanija
  - Preston Hall muzej u Stockton-on-Tees-u, Engleska, posjeduje The Dice Players.
- SAD
  - Pokrajinski muzej umjetnosti u Los Angelesu, California
  - Getty Center, Los Angeles, California
  - Metropolitan, New York
  - Frick, New York
  - De Young, San Francisco
  - Državna galerija umjetnosti, Washington, D.C.
- Japan
  - Državni muzej zapadne umjetnosti, Tokyo

## Poveznice
- Tenebrizam
- Caravaggisti

## Vanjske poveznice
- Georges de La Tour na Gallery of Art.
- slike na Kimbell Art Museum u Fort Worth-u.